# Rock
Rock là một thể loại âm nhạc quần chúng được bắt nguồn từ cách gọi ngắn gọn của cụm từ "rock and roll" vào những năm 1950 ở Mỹ, rồi sau đó phát triển thành rất nhiều tiểu thể loại khác nhau từ những năm 60 của thế kỷ 20 và sau đó, đặc biệt ở Anh và Mỹ. Rock bắt nguồn từ rock and roll của những năm 1940 và 1950, chịu ảnh hưởng mạnh mẽ từ nhạc R&B và nhạc đồng quê. Ngược lại, rock cũng tạo ảnh hưởng vô cùng rõ rệt tới nhiều thể loại nhạc như blues và folk, cùng với đó là những tương tác với jazz, nhạc cổ điển, và các thể loại khác.
Rock thường được tập trung ở việc sử dụng guitar điện, và thông thường cùng với đó là guitar bass và trống. Đặc biệt, các sáng tác rock thường sử dụng nhịp 4/4 với cấu trúc phổ thông "phát triển - điệp khúc" (verse - chorus), song các tiểu thể loại lại vô cùng đa dạng và các đặc điểm chung để định nghĩa trở nên rất khó xác định. Cũng như pop, phần ca từ thường nói về những câu chuyện tình buồn, nhưng đôi lúc cũng đề cập tới những chủ đề khác như các vấn đề xã hội và chính trị. Sự thống trị của các nghệ sĩ nam da trắng đã trở thành yếu tố quyết định trong việc phát triển và khám phá nhạc rock. So với nhạc pop, rock cũng đề cao hơn tầm quan trọng của các mối cộng tác âm nhạc, các buổi trình diễn trực tiếp, và cả những ý tưởng mang tính "xác thực".
Vào cuối những năm 60 – còn được gọi là "những năm vàng" hoặc "thời kỳ rock cổ điển" – rất nhiều tiểu thể loại của rock đã xuất hiện, trong đó có blues rock, folk rock, country rock, và jazz-rock pha trộn. Rất nhiều trong số đó đã góp phần tạo nên psychedelic rock bị ảnh hưởng lớn từ phong trào phản văn hóa lúc đó. Một thể loại quan trọng khác cũng xuất hiện đó là progressive rock; glam rock nhấn mạnh vào nghệ thuật trình diễn và phong cách; và các tiểu thể loại quan trọng và trường tồn của heavy metal vốn đề cao âm lượng, độ gằn cũng như tốc độ. Vào cuối những năm 1970, punk rock trở nên phổ biến và trở thành tâm điểm chống lại những xu hướng nhằm tạo nên thể loại nhạc đầu tiên được đặc thù bởi các chủ đề xã hội cũng như chính trị. Văn hóa punk gây ảnh hưởng lớn suốt những năm 80 với việc tạo nên rất nhiều tiểu thể loại quan trọng, trong đó có New Wave, post-punk và đặc biệt là làn sóng alternative rock. Tới những năm 90, alternative rock trở nên phổ biến và phân tách thành grunge, Britpop, và indie rock. Các thể loại nhạc pha trộn với nhau, tạo nên sau đó pop punk, rap rock, và rap metal, cùng với đó là những thể loại mới vô cùng quan trọng với lịch sử nhạc rock như garage rock/post-punk và synthpop vào những năm đầu của thiên niên kỷ mới.
Nhạc rock cũng trở thành một phần của các phong trào văn hóa và xã hội, tạo nên những khái niệm mới như rocker hay mod ở Anh, hay hippie bắt nguồn từ San Francisco ở Mỹ vào những năm 1960. Tương tự, vào những năm 70, văn hóa punk đã tạo nên những khái niệm như goth và emo. Kế thừa tính phản kháng từ nhạc folk, rock cũng nhanh chóng có những liên kết với các vấn đề chính trị, đặc biệt là các vấn đề liên quan tới thay đổi quan điểm xã hội về chủng tộc, giới tính, sử dụng chất kích thích, và thường được coi là lời ca của tuổi trẻ chống lại xã hội tiêu dùng và sự tận hưởng.

## Đặc điểm

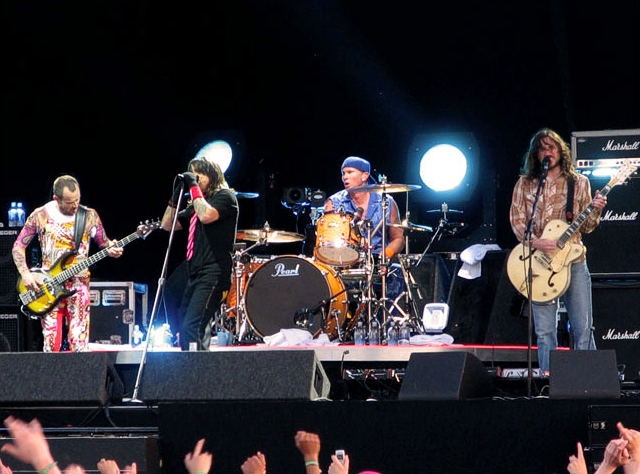
Ban nhạc Red Hot Chili Peppers trình diễn trên sân khấu vào năm 2006

Âm thanh của nhạc rock được đặc trưng bởi tiếng guitar điện, được cải tiến trong thập niên 1950 với sự phổ biến của nhạc rock and roll. Âm thanh của guitar điện trong nhạc rock được đặc biệt hỗ trợ bởi tiếng guitar bass vốn bắt nguồn từ nhạc jazz cùng thời kỳ, và định âm được tạo bởi dàn trống với nhiều loại trống và chũm chọe khác nhau. Bộ 3 nhạc cụ này còn được hỗ trợ bởi nhiều nhạc cụ khác, trong đó có những keyboard như piano, Hammond organ và synthesizer. Nhóm người chơi nhạc rock được gọi là ban nhạc rock và thường được cấu thành từ 2 cho tới 5 người. Hình thức cổ điển nhất của một ban nhạc rock là 4 người trong đó mỗi thành viên phụ trách nhiều vai trò, như hát, guitar lead, guitar nền, bass, trống, đôi khi chơi keyboard và các nhạc cụ khác nữa.
Rock cũng được đặc trưng bởi nhịp nhấn lệch đơn giản 4/4, trong đó sử dụng lặp lại trống lớn căng dây để chơi nền nhịp 2 và 4. Giai điệu được lấy cảm hứng từ nhiều nguồn khác nhau, trong đó có âm giai Dorian và âm giai Mixolidian, cùng với đó là các giọng chuẩn và giọng thứ. Hòa âm cũng được lấy từ những hợp âm 3, 4 và 5 và theo những quãng chạy nhất định. Các sáng tác rock trong những năm 1960 thường được viết theo cấu trúc đoạn vào - điệp khúc được bắt nguồn từ nhạc folk và blues nhưng có nhiều cải tiến đáng kể. Nhiều đánh giá cảm thấy nhàm chán vì tính chiết trung và kiểu cách của nhạc rock. Cũng vì nguồn gốc đa dạng và xu hướng vay mượn những hình thức âm nhạc và văn hóa khác nên rock thường bị coi "không thể nào có thể gò bó rock vào một định nghĩa cụ thể xác định nào đó về mặt âm nhạc."
Khác với nhiều thể loại âm nhạc quần chúng khác, ca từ của nhạc rock được phân tách thành nhiều chủ đề đa dạng kết hợp với tình yêu lãng mạn: tình dục, sự phản kháng với "Establishment", các vấn đề xã hội và phong cách sống. Những chủ đề này được ảnh hưởng từ nhiều nguồn khác nhau, trong đó có nhạc pop của Tin Pan Alley, nhạc folk và nhạc R&B. Nhà báo Robert Christgau từng miêu tả ca từ nhạc rock là một "dung môi hấp dẫn" với cách diễn tả đơn giản và phần điệp khúc lặp lại, cùng với đó là "vai trò" thứ yếu của rock là "đi liền với âm nhạc, hoặc chung hơn, là những tiếng ồn". Sự thống trị của những nghệ sĩ nam da trắng tới từ tầng lớp trung lưu đối với nhạc rock cũng đều được ghi lại, và nhạc rock được coi là thứ âm nhạc của người da màu được cải biến cho tầng lớp trẻ da trắng và chủ yếu là nam giới. Cũng chính vì vậy rock cũng được coi là thứ kết nối tầng lớp này tới các thể loại trên cả về âm nhạc lẫn ca từ.
Kể từ khi khái niệm rock bắt đầu được sử dụng khái quát hơn để gọi nhạc rock and roll kể từ giữa những năm 1960, nó cũng được dùng để đối lập với nhạc pop – một thể loại vốn có rất nhiều đặc điểm, song chủ yếu khác biệt nằm ở việc sử dụng nhạc cụ, trình diễn trực tiếp và đặc biệt trong việc khai thác các chủ đề và cả những quan điểm về khán giả vốn thường xuyên được hòa lẫn trong quá trình phát triển của thể loại này. Theo Simon Frith, "rock là một điều gì đó hơn pop, một điều gì đó hơn rock and roll. Một nghệ sĩ rock thường dung hòa kỹ thuật cùng kỹ năng với những quan điểm lãng mạn về nghệ thuật trình diễn, một cách nguyên bản và chân thật." Kể từ thế kỷ 21, khái niệm rock đã trở thành một trong những "khái niệm hiển nhiên" của âm nhạc cùng với pop, reggae, soul và thậm chí cả hip-hop – những thể loại không chỉ ảnh hưởng mà còn tương phản lẫn nhau suốt lịch sử âm nhạc.

### Rock and roll

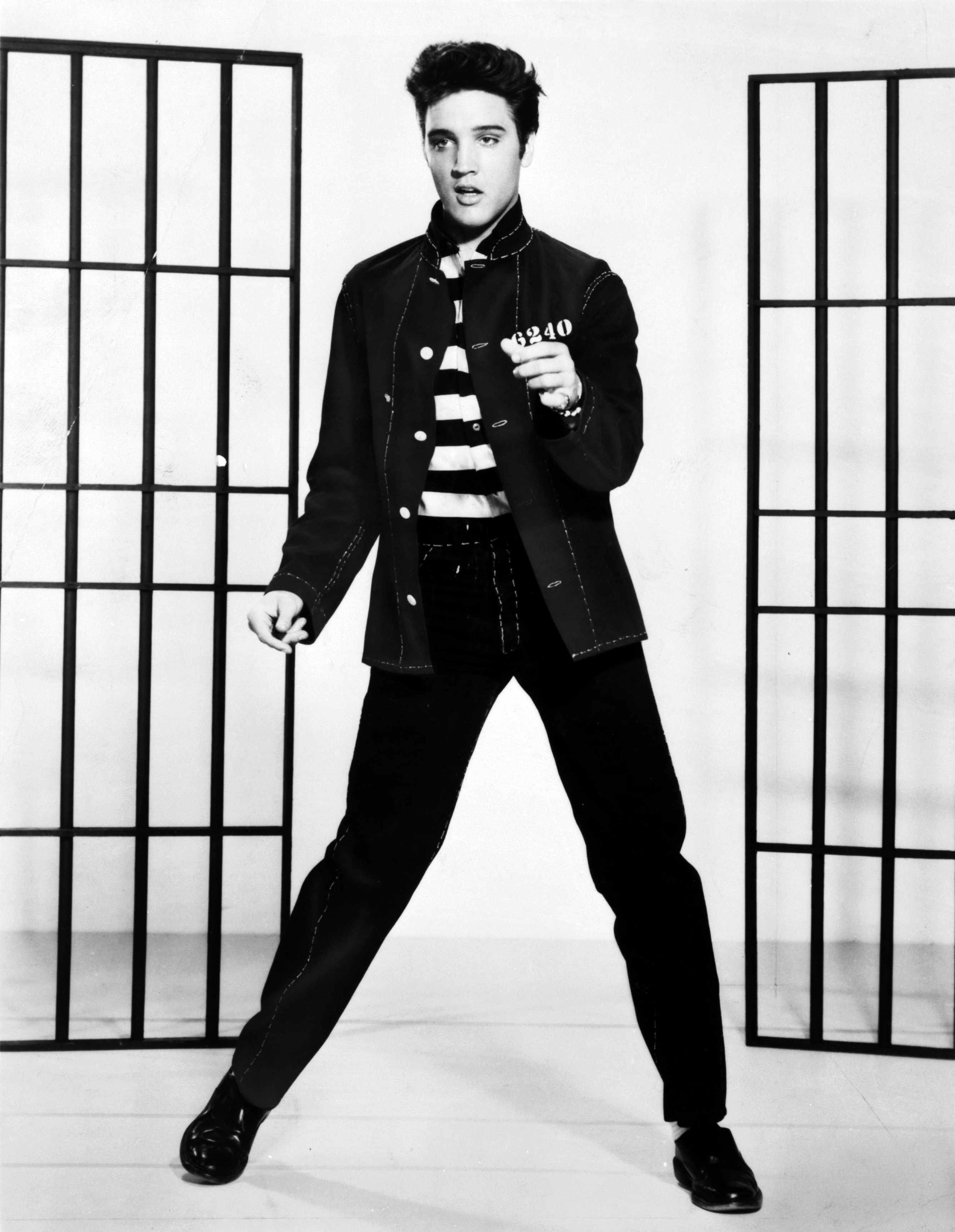
Elvis Presley trong một bức ảnh quảng bá cho Jailhouse Rock năm 1957

### Những năm đầu

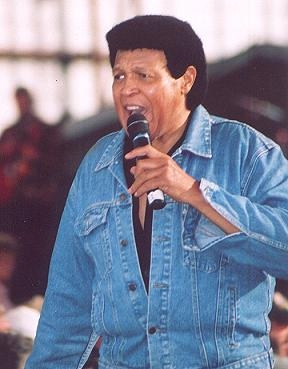
Chubby Checker năm 2005

### Surf

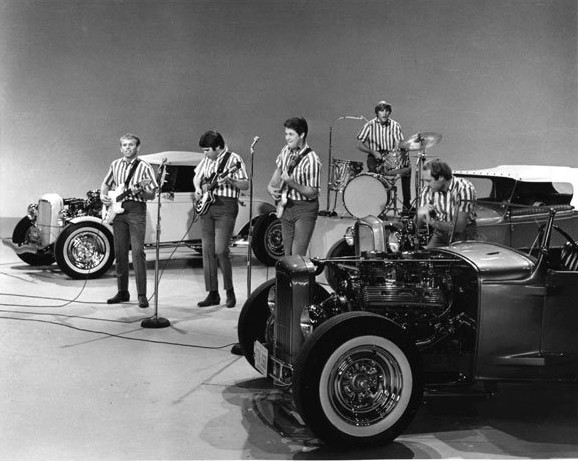
The Beach Boys tại Ed Suillivan Show vào năm 1964

### British Invasion

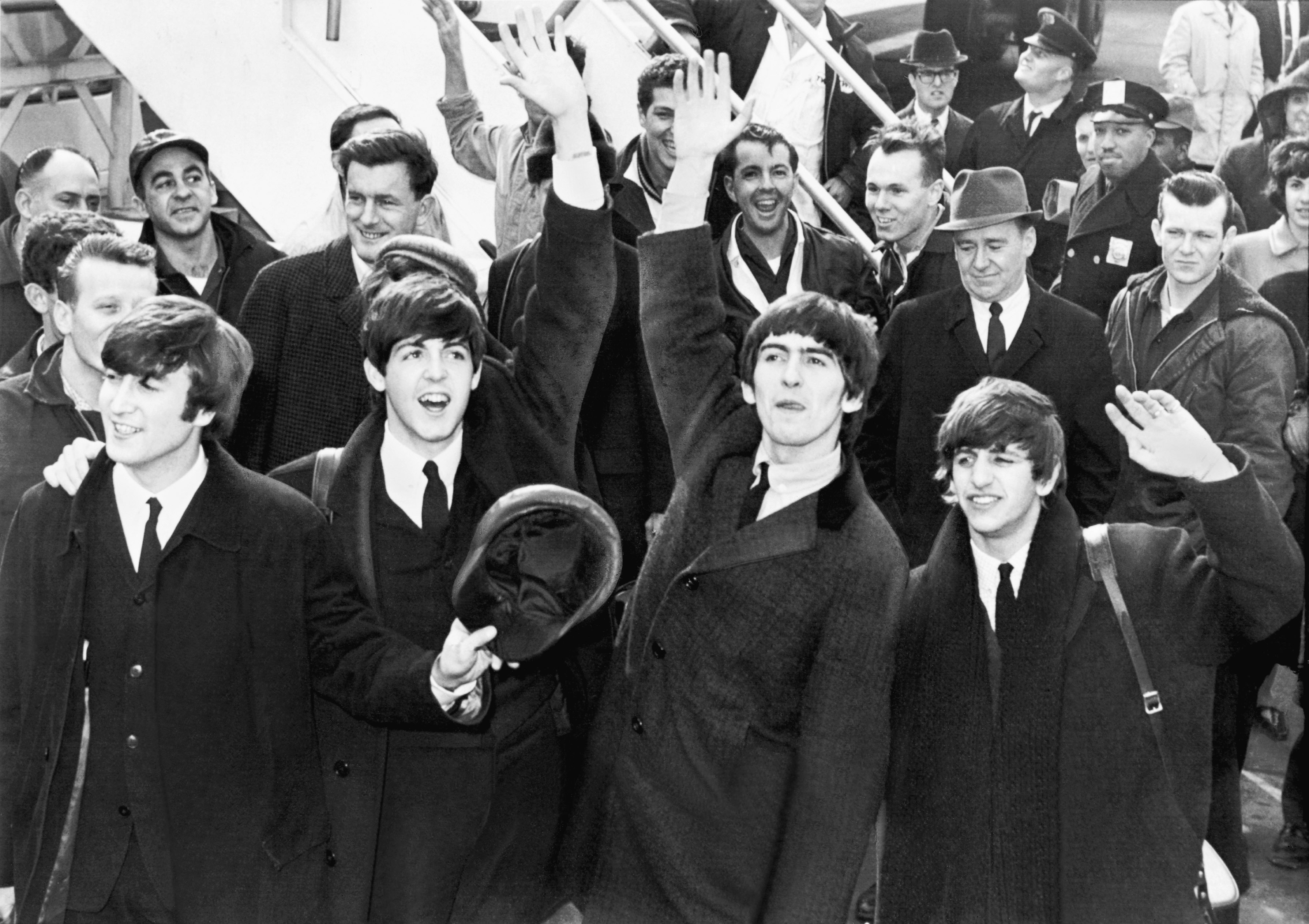
Sự xuất hiện của The Beatles tại Mỹ vào năm 1964 đã chính thức mở ra thời kỳ British Invasion

### Pop rock

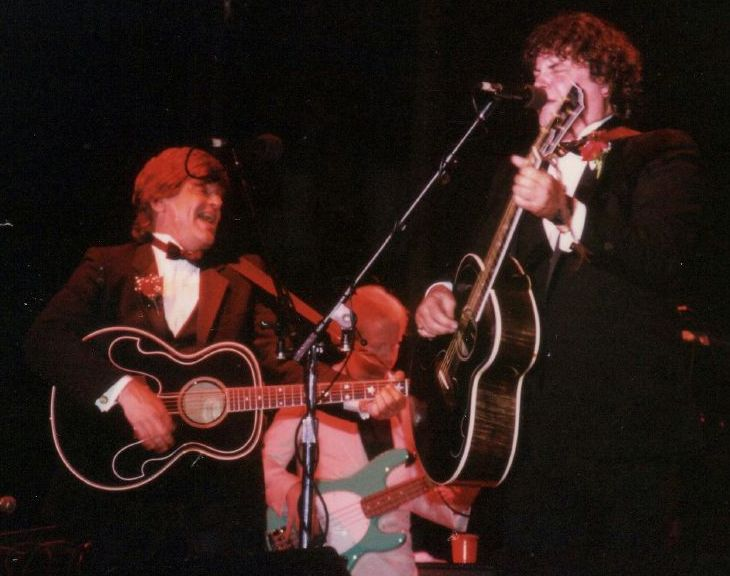
Nhóm nhạc The Everly Brothers vào năm 2006

### Blues rock

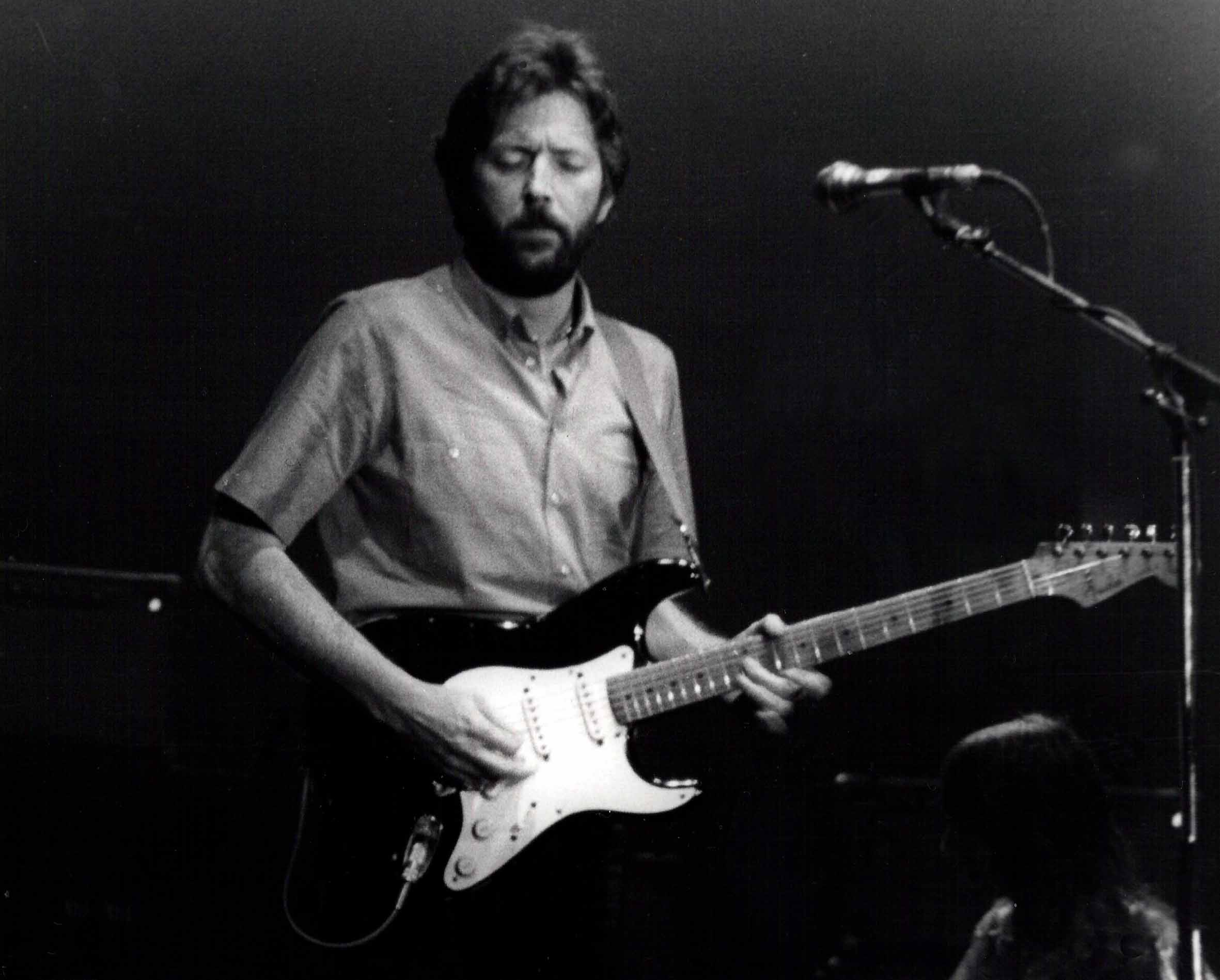
Eric Clapton trình diễn tại Barcelona vào năm 1974

### Folk rock

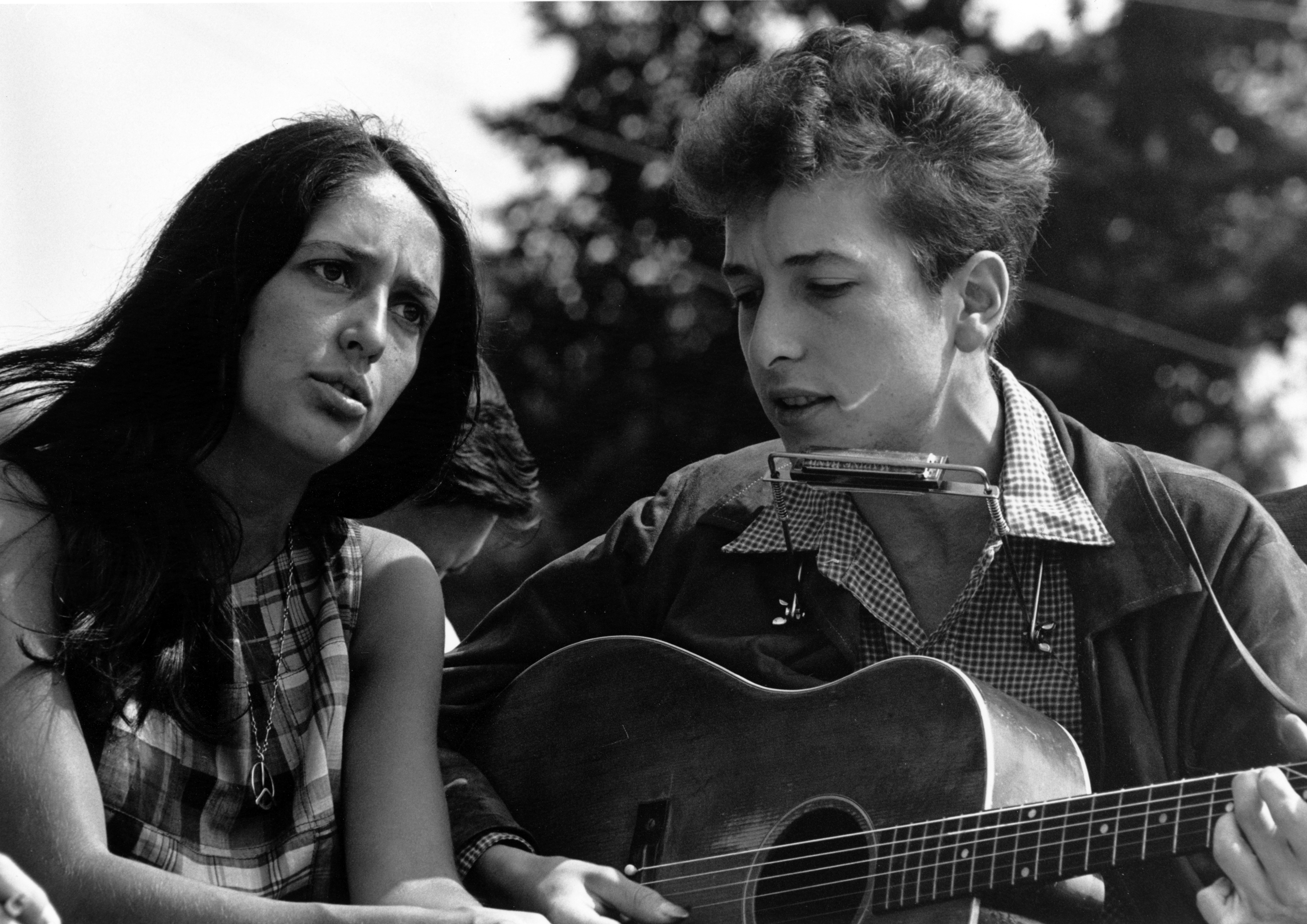
Joan Baez và Bob Dylan vào năm 1963

### Psychedelic rock

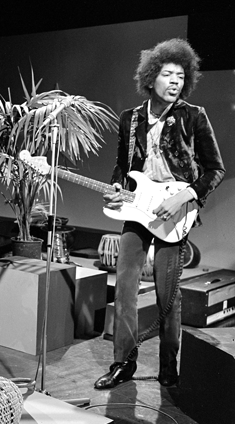
Jimi Hendrix trên truyền hình Hà Lan vào năm 1967